# Salamanca, Guanajuato
Salamanca este un oraș cu 223.600 loc. situat în provincia Guanajuato, din Mexic. El a fost întemeiat în anul 1603 sub numele de "Villa de Salamanca" în timpul lui Gaspar de Zúñiga și Acevedo. Orașul a fost fondat în ținuturile de Bajio, după ce un număr mic de fermieri săraci spanioli au ocupat anterior un sat numit Xidoo, unde trăiau indienii otomi.